# Nikolai Stepulov

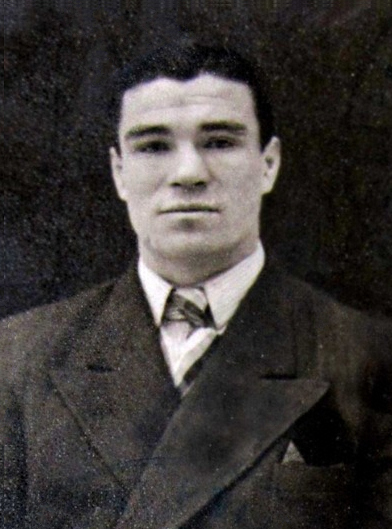
Nikolai Stepulov

Nikolai Stepulov (* 20. März 1913 in Narva; † 2. Januar 1968 in Tallinn) war ein estnischer Boxer (Olympiateilnehmer) und sowjetischer Boxtrainer.

## Leben und sportliche Leistung
Nikolai Stepulov begann 1927 mit seiner Boxkarriere. Er war 1933, 1934, 1935 und 1937 estnischer Meister im Leichtgewicht. 1936 wurde er estnischer Meister im Mittelgewicht.
Bei den Olympischen Sommerspielen 1936 in Berlin errang er im Alter von 23 Jahren die Silbermedaille im Leichtgewicht (unter 61,2 kg). Im Finale verlor er gegen den ungarischen Boxer Imre Harangi.
Im Jahr darauf wurde Stepulov bei den Europameisterschaften im Boxen in Mailand Zweiter im Leichtgewicht. Von 1938 bis 1940 war Nikolai Stepulov als Profiboxer in verschiedenen europäischen Staaten tätig. Außerdem war er in Kiviõli und Kohtla-Järve als Boxtrainer und -organisator aktiv. Im Volkshaus von Kohtla-Järve veranstaltete er Schaukämpfe, bildete Ringrichter aus und hielt Seminare ab.